# 小拉翁
小拉翁（法語：La Petite-Raon，法語發音：[la pətit ʁaɔ̃] ⓘ）是法国大東部大區孚日省的一个市镇，属于孚日圣迪耶区。

## 地理
小拉翁（48°24'24"N, 6°59'41"E）面积9.09 平方千米，位于法国大東部大區孚日省，该省份为法国东北部内陆省份，北起默兹省和默尔特-摩泽尔省，西接上马恩省，南至上索恩省和贝尔福地区省，东临上莱茵省和下莱茵省。
与小拉翁接壤的市镇（或旧市镇、城区）包括：普莱讷河畔塞勒、勒蒙、穆塞、瑟诺讷、维约穆兰。
小拉翁的时区为UTC+01:00、UTC+02:00（夏令时）。

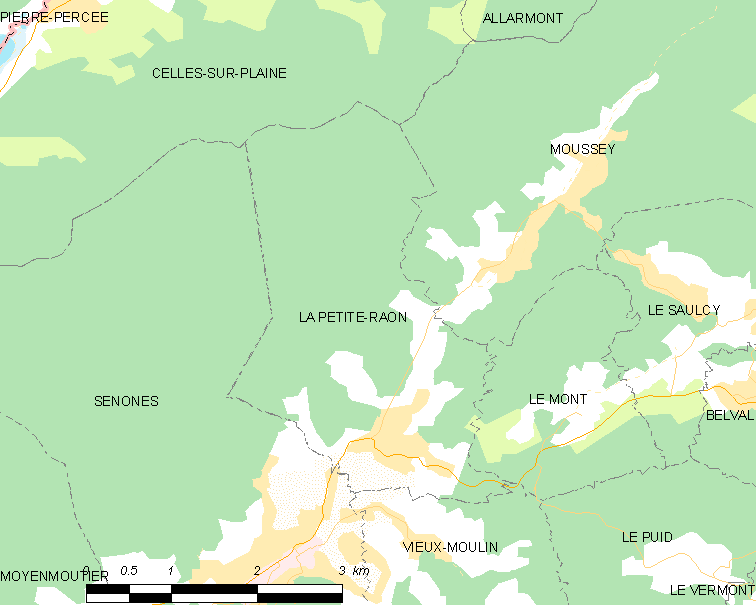
小拉翁的OSM定位图

## 行政
小拉翁的邮政编码为88210，INSEE市镇编码为88346。

## 政治
小拉翁所属的省级选区为拉翁莱塔普县。

## 人口

1962-2008年间小拉翁人口变化图示

小拉翁于2022年1月1日时的人口数量为737人。